# تيسير بيئي

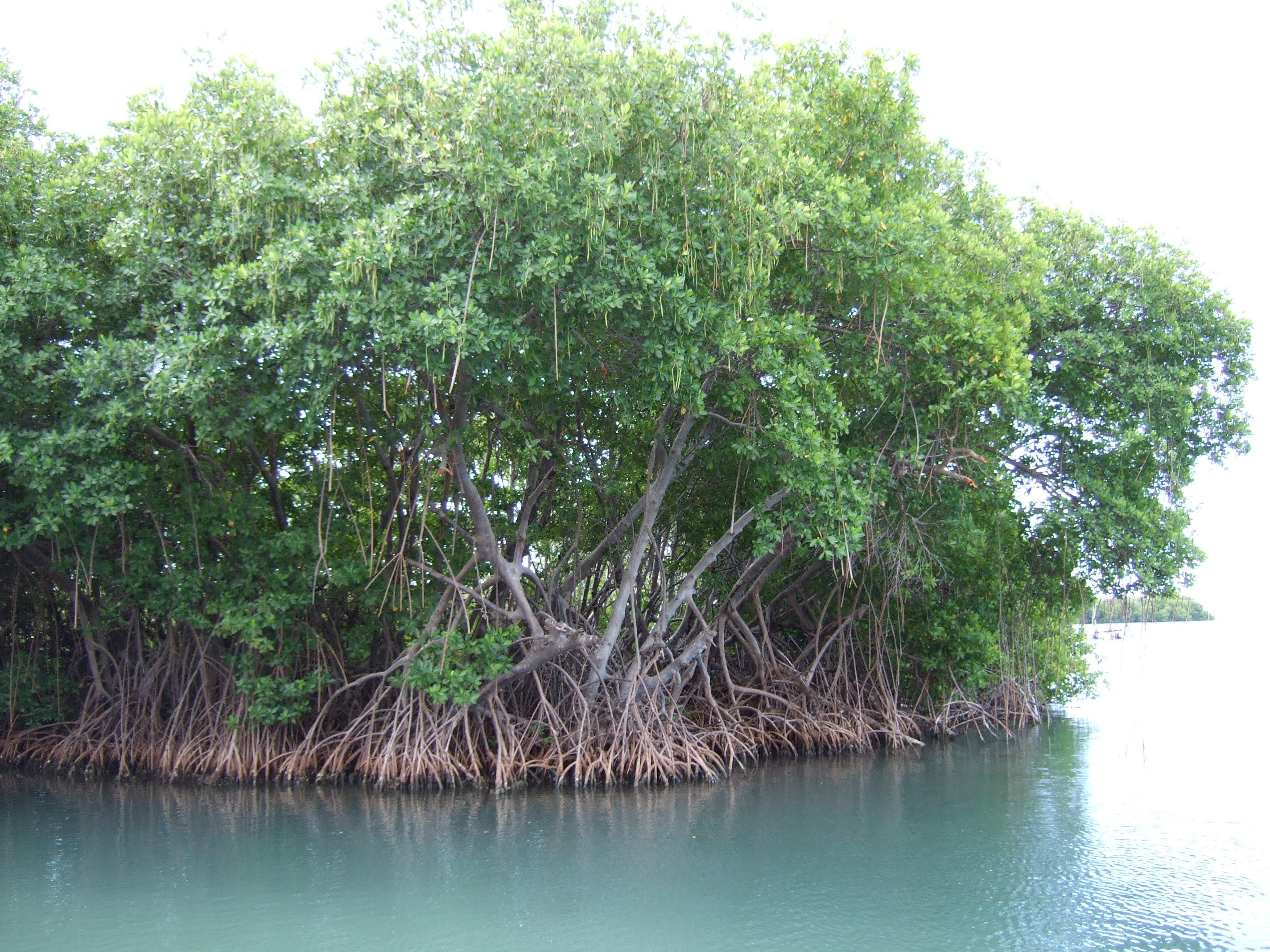

يصف مصطلح التيسير البيئي أو التعايش البيئي (بالإنجليزية: Ecological facilitation أو probiosis) التفاعلات بين الأنواع الحية التي تفيد واحدًا على الأقل من المشاركين ولا تسبب أي أذى. يمكن تصنيف التيسيرات على أنها علاقات متبادلة، حيث يستفيد كلا النوعين. أو كائنين متعايشين، حيث يستفيد أحد الأنواع ويبقى الآخر غير متأثر. ركزت الكثير من النظريات البيئية الكلاسيكية (على سبيل المثال، الانتقاء الطبيعي، النمط المنفصل، ديناميات الاستقلاب) على التفاعلات السلبية مثل الافتراس والمنافسة، لكن التفاعلات الإيجابية (التيسير) تحظى بتركيز متزايد في البحوث البيئية. تتناول هذه المقالة كلًا من آليات التيسير وزيادة المعلومات المتاحة فيما يتعلق بآثار التيسير على المجتمع البيئي.

## تصنيفات
التبادل هو تفاعل بين الأنواع التي تعود بالنفع على كلا النوعين. مثال مألوف على التبادل هو العلاقة بين النباتات المزهرة ومُلقحاتها. يستفيد النبات من انتشار حبوب اللقاح بين الزهور، في حين يتلقى المُلقّح شكلًا من أشكال التغذية، إما من الرحيق أو حبوب اللقاح نفسها.
التعايش هو تفاعل يستفيد فيه أحد الأنواع، ولا يتأثر النوع الآخر. ترتبط النباتات (النباتات التي تنمو على نباتات أخرى، عادةً الأشجار) بعلاقة متعادلة مع النبات المُضيف لها لأن فوائد النباتات الهوائية تكون موجودة بطريقة أو بأخرى (على سبيل المثال، عن طريق الهروب من المنافسة مع النباتات الأرضية أو عن طريق الحصول على أكبر قدر من أشعة الشمس) بينما لا تتأثر النباتات المضيفة.
لا يكون التصنيف الدقيق ممكنًا لبعض التفاعلات المعقدة بين الأنواع. على سبيل المثال، غالبًا ما يكون إنبات البذور والبقاء على قيد الحياة في البيئات القاسية أعلى في ظل ما يسمى بـ «النباتات المُمرّضة» مقارنةً مع الأرض المفتوحة. نبات الممرضة هو أحد النباتات ذات المظلة الثابتة، يكون الإنبات والبقاء تحته أكثر استدامة بسبب زيادة الظل ورطوبة التربة ووالمواد الغذائية. وهكذا، تُعد العلاقة بين النباتات الصغيرة ونباتات الممرضة الخاصة بها علاقة تعايش. ومع ذلك، مع نمو الشتلات إلى نباتات ثابتة، من المرجّح أن تتنافس مع المستفيدين السابقين للحصول على الموارد.

## الآليات
تتحقق الآثار المفيدة للأنواع على بعضها البعض بطرق مختلفة، بما في ذلك الحماية من الإجهاد والافتراس والمنافسة وتحسين توافر الموارد والنقل.

### الحماية من الإجهاد
قد يعمل التيسير عن طريق الحد من الآثار السلبية للبيئة المجهدة. كما هو موضح أعلاه، تُسهل النباتات الممرضة إنبات البذور والبقاء على قيد الحياة من خلال تخفيف الظروف البيئية المجهدة. يحدث تفاعل مماثل بين الطحلب الأحمر «تشوندروس كريسبوس» والأعشاب البحرية «فوكس» التي تشكل المظلة في مواقع المد والجزر في جنوب منطقة نيو إنغلاند في الولايات المتحدة. تعيش الطحالب على ارتفاع عال في منطقة المد والجزر -حيث تكون وطأة الحرارة والجفاف أكبر- فقط عندما تكون الأعشاب البحرية موجودة لأن مظلة الأعشاب البحرية توفر الحماية من تلك الضغوطات. تصف الأمثلة السابقة تيسير الأفراد أو الأنواع الفردية، لكن هناك أيضًا حالات تسهّل بعض الضغوط (مثل الاضطرابات) على نطاق المجتمع المحلي كاملًا. وكمثال على تيسير «المجتمع بأكمله» هو تثبيت الركيزة لمجتمعات نباتات الشاطئ المرصوفة بالحصى في ولاية رود آيلاند بالولايات المتحدة، من خلال حبال ناعمة «عشب البحر الناعم». إذ تعمل أسرّة كبيرة من حبال عشبية كموجة عازلة، بالتالي تسمح بإنشاء واستمرار مجتمع من النباتات السنوية والدائمة أقل تحملًا للاضطرابات تحت نقطة ذروة المد.